# Convoy der Frauen
Convoy der Frauen ist ein französisch produzierter Sexfilm im Gewand eines Western, der 1974 entstand. Der Film gelangte erst spät zur Aufführung: In Frankreich am 28. Dezember 1977, in Spanien im September 1981; die deutsche Erstaufführung fand auf Video statt.

## Handlung
In einer französischen Küstenstadt durchkämmt die Polizei im Jahr 1740 die Straßen und Schänken, um Mädchen zu verschleppen, die in die Kolonien Nordamerikas verbracht werden sollen. Ein Dutzend dieser Mädchen wird an einen skrupellosen englischen Geschäftsmann verkauft, der sie auf ein Segelschiff bringen lässt. Nachdem sie auf dem Schiff ihren Bewachern ausgeliefert waren, werden sie nach Ankunft auf dem amerikanischen Kontinent per Planwagen in entlegene Gegenden zur Befriedigung der Triebe der Siedler und Soldaten gebracht.

Während der Fahrt wird der Treck von Indianern überfallen, die einige Mädchen in ihr Dorf entführen, um sie dort verdienten Kriegern zu übergeben. Die übrigen gelangen in ein Fort der Engländer, wo zwei von ihnen Soldaten übertölpeln und in deren Uniformen fliehen können. Nachdem sie eine französische Patrouille getroffen haben, kann diese mit Hilfe der Informationen der Mädchen das Fort erobern und den Rest der jungen Frauen befreien. Alle beschließen, in Amerika zu bleiben und einige der Kolonisten glücklich zu machen.

## Kritik
„Krude Mischung aus Abenteuer- und Sexfilm, banal und mies.“